# Moldauische Badmintonmeisterschaft 2018
Die Moldauische Badmintonmeisterschaft 2018 fand vom 16. bis zum 18. November 2018 in Chișinău statt.

## Medaillengewinner
| Disziplin    | Gold                            | Silber                        | Bronze                             |
| ------------ | ------------------------------- | ----------------------------- | ---------------------------------- |
| Herreneinzel | Alexander Morari                | Maxim Karpenko                | Peter Kunev                        |
| Dameneinzel  | Vlada Ginga                     | Paola Ginga                   | Ecaterina Fedotcenсo               |
| Herrendoppel | Maxim Karpenko Alexander Morari | Dumitru Dmitriev Artur Trosin | Peter Kunev Igor Uscov             |
| Damendoppel  | Vlada Ginga Paola Ginga         | Victoria Dulap Xenia Gutu     | Ecaterina Fedotcenсo Evgenia Rosca |
| Mixed        | Alexander Morari Vlada Ginga    | Maxim Karpenko Evgenia Rosca  | Alexei Dvorac Ecaterina Fedotcenсo |